# Wilhelm d’Arques
Wilhelm z Talou, hrabia d’Arques, najmłodszy syn księcia Normandii Ryszarda II Dobrego i Poppy. Młodszy brat Maugera, arcybiskupa Rouen, młodszy brat przyrodni książąt Normandii Ryszarda III i Roberta I. Stryj Wilhelma Zdobywcy.
Kiedy Wilhelm II został w 1035 r. księciem Normandii hrabia d’Arques i jego brat znaleźli się w gronie jego przeciwników. Posiadali oni na tyle znaczne wpływy, że otrzymali wysokie godności w księstwie. Mauger został arcybiskupem Rouen, a Wilhelm hrabią Arques. W późniejszych latach bracia stali jednak na uboczu kolejnych rebelii przeciwko księciu i po klęsce największej rebelii w bitwie pod Val-ès-Dunes utrzymali swoje stanowiska.
Jednak wobec wzrastającej potęgi bratanka Wilhelm d’Arques wywołał w 1052 r. rebelię, korzystając z pomocy króla Francji Henryka I. Książę Wilhelm szybko obległ zamek stryja w Arques i pokonał odsiecz króla Francji. Arques rychło skapitulowało, a hrabia Wilhelm udał się na wygnanie na dwór hrabiego Eustachego II z Boulogne. Tam zmarł.
Wilhelm d’Arques był żonaty z nieznaną z imienia córką Hugona II, hrabiego de Ponthieu, i Berty, hrabiny d’Aumale, córki hrabiego Guerinfroia. Nic nie wiadomo o jego ewentualnym potomstwie.